# Sri Lanka en los Juegos Olímpicos de Atenas 2004
Sri Lanka estuvo representada en los Juegos Olímpicos de Atenas 2004 por siete deportistas, cuatro hombres y tres mujeres, que compitieron en tres deportes.
La portadora de la bandera en la ceremonia de apertura fue la atleta Susanthika Jayasinghe. El equipo olímpico esrilanqués no obtuvo ninguna medalla en estos Juegos.